# La montagna (Maillol)
La montagna (La Montagne) è un'opera dello scultore francese Aristide Maillol. Venne creata tra il 1936 e il 1937 e ne esistono varie versioni, la più celebre delle quali si trova a Parigi, in Francia. Quest'ultima versione venne realizzata in piombo con una patina nera, mentre altre sono in bronzo o in pietra.

## Descrizione
L'opera raffigura una donna nuda seduta, con una mano sulla testa e il gomito appoggiato sulla coscia. Dina Vierny, la collaboratrice di lunga data dell'artista, fece da modella per la scultura. La gamba destra della figura sprofonda nella base, come se volesse simboleggiare un legame stretto tra la donna e la terra. La posa della figura è costruita attraverso una geometria forte di triangoli che si intersecano. Il gomito e il ginocchio sollevati creano un gioco dinamico di vuoto e di forma, accentuato dai capelli al vento e dal movimento della mano. La montagna costituisce l'apice delle sculture di Aristide Maillol aventi come soggetto una donna seduta, un tema iniziato quasi trent'anni prima con le opere La notte e Il mediterraneo. L'opera si distingue per il suo carattere autonomo e introspettivo e per la sua natura melanconica.

## Versioni

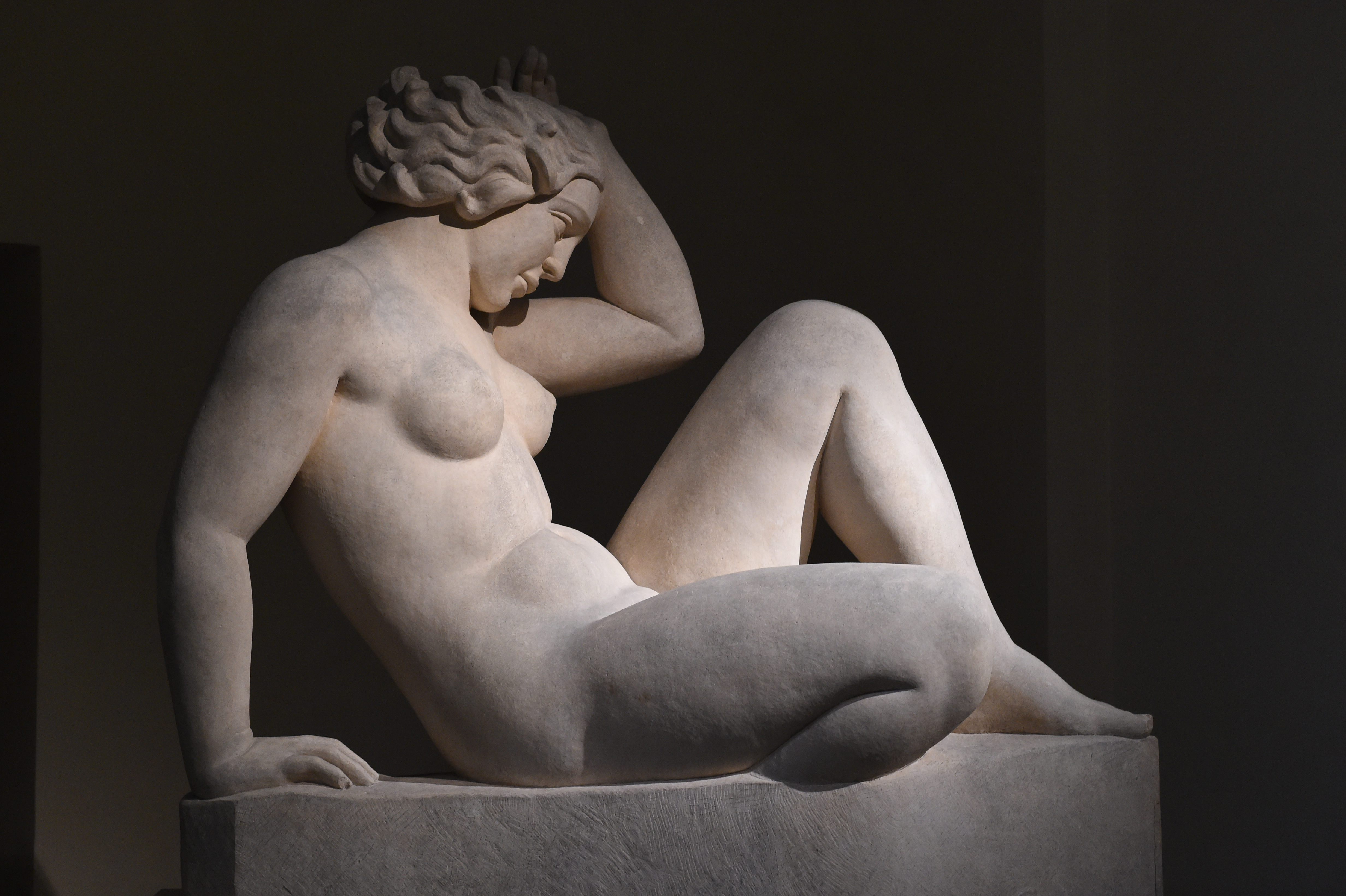
La versione in pietra a Lione

La prima versione, scolpita nella pietra, fu commissionata dal museo nazionale d'arte moderna nel 1936: questa versione attualmente si trova al museo di belle arti di Lione. La montagna venne anche fusa nel piombo dalla fonderia Rudier e da quella di Émile Godard per sei versioni numerate, due delle quali per delle proprietà private. Questa è la versione che tra il 1964 e il 1965 venne posta nei giardini delle Tuileries, assieme a molte altre sculture di Maillol. Delle altre versioni si trovano: nel museo Norton Simon di Pasadena, in California, nella National Gallery of Australia di Canberra, al museo d'arte di Saint Louis, nel Missuri, al museo d'arte di Columbus, nell'Ohio, al museo Maillol di Parigi e al Kenyon College, in Ohio.